# Khaddour Messaoudi
Kaddour Messaoudi, né le 1er janvier 1920 à Bou Saada et décédé le 21 juin 1984, est un homme politique français.